# Ellington Uptown
Albums de Duke Ellington
Masterpieces by Ellington
(1951) Premiered by Ellington
(1953)
Ellington Uptown est un album du pianiste, compositeur et leader de big band américain Duke Ellington édité en 1952 par Columbia Records.
Une version CD est sortie en 2004, avec des titres issus de Liberian Suite (1948).

## Liste des pistes
| No  | Titre                                                | Durée |
| --- | ---------------------------------------------------- | ----- |
| 1.  | Skin Deep                                            | 6:49  |
| 2.  | The Mooche                                           | 6:36  |
| 3.  | Take the "A" Train                                   | 8:02  |
| 4.  | A Tone Parallel to Harlem (Harlem Suite)             | 13:48 |
| 5.  | Perdido                                              | 8:25  |
| 6.  | Controversial Suite Part 1: Before My Time           | 6:09  |
| 7.  | Controversial Suite Part 2: Later                    | 4:14  |
| 8.  | The Liberian Suite: I Like the Sunrise (Bonus track) | 4:28  |
| 9.  | The Liberian Suite: Dance no 1 (Bonus track)         | 4:50  |
| 10. | The Liberian Suite: Dance no 2 (Bonus track)         | 3:26  |
| 11. | The Liberian Suite: Dance no 3 (Bonus track)         | 3:45  |
| 12. | The Liberian Suite: Dance no 4 (Bonus track)         | 3:04  |
| 13. | The Liberian Suite: Dance no 5 (Bonus track)         | 5:08  |

## Musiciens
- Duke Ellington, Billy Strayhorn : piano
- Cat Anderson (1-3 & 5), Shorty Baker, Willie Cook (1-7), Shelton Hemphill (8-13), Al Killian (8-13), Clark Terry (1-7), Francis Williams (4 & 6-13) : trompette
- Ray Nance : trompette, violon
- Lawrence Brown (8-13), Quentin Jackson (1-7), Britt Woodman (1-7) : trombone
- Tyree Glenn (8-13) : trombone, Vibraphone
- Claude Jones (8-13), Juan Tizol (1-7) : trombone à pistons
- Jimmy Hamilton : clarinette, saxophone ténor
- Willie Smith (1, 4, 6 & 7), Johnny Hodges (3 & 8-7), Hilton Jefferson (1-3 & 5) : saxophone alto
- Russell Procope : saxophone alto, clarinette
- Paul Gonsalves (1-7), Al Sears (8-13) : saxophone ténor
- Harry Carney : saxophone baryton
- Fred Guy (8-13) : guitare
- Wendell Marshall (1-7), Oscar Pettiford, Junior Raglin (8-13) : contrebasse
- Louie Bellson (1-7), Sonny Greer (8-13) : batterie
- Betty Roche (3), Al Hibbler (8) : chant (sur I Like the Sunrise)